# Квемо Абаша
Квемо Абаша (груз. ქვემო აბაშა) — село в Грузії.
За даними перепису населення 2002 року в селі проживає 198 осіб.